# Étomidate
L'étomidate (R16659) est un hypnotique de courte durée d'action utilisé par voie intraveineuse. Il est commercialisé sous forme de chlorhydrate d'étomidate (Hypnomidate).

## Indications
L'étomidate est indiqué pour l'induction des anesthésies générales, en médecine d'urgence pour l'intubation en séquence rapide, et parfois pour obtenir une simple sédation : réduction d'entorses, la cardioversion de certains troubles du rythme cardiaque, etc.
L'étomidate est particulièrement recommandé pour l'induction de l'anesthésie chez les patients présentant un équilibre hémodynamique instable (en particulier les patients hypotendus ou en état de choc). 

## Contre-indications
Il est formellement contre-indiqué en cas d'insuffisance surrénalienne et d'épilepsie.

## Utilisation non médicale
Le produit a été utilisé comme sédatif dans un cocktail lors de l'exécution de la peine capitale en Floride en remplacement du midazolam.